# 藤本静
藤本 静（ふじもと しずか、1978年11月1日 - ）は、兵庫県出身の女優。血液型はO型。
ファザーズコーポレーション所属。

## 略歴
- 2002年 - 劇団東京乾電池入団
- 2004年 - 劇団東京乾電池退団

## 出演

### テレビドラマ
NHK
- 探偵Xからの挑戦状!（2009年） - 秋月理香 役

日本テレビ
- スクラップ・ティーチャー〜教師再生〜（2008年） - 扇田のぶ子 役
- FACE MAKER（2010年） - 柏木さとみ 役

TBS
- ケータイ刑事 銭形愛（2003年） - マラカスダンサー・モンロー 役
- 恋の時間（2005年） - 加藤千絵 役
- 浪花少年探偵団（2012年） - 大友福子 役
- 月曜ゴールデン
  - 「湯けむりバスツアー 桜庭さやかの事件簿2」（2010年） - 及川早苗 役
  - 「ツインズ〜早乙女兄弟の推理日誌〜」（2014年） - 野島美香 役

フジテレビ
- がんばっていきまっしょい（2005年） - 中浦真由美（イモッチ） 役
- ブスの瞳に恋してる（2006年）
- アテンションプリーズ（2006年）
- 松本清張スペシャル・蒼い描点（2006年）
- 牛に願いを Love&Farm（2007年） - 平林すみよ 役
- ありがとう、オカン（2008年）
- 悪魔の手毬唄（2009年） - 女中・お幹 役
- Real Clothes（2009年） - 日比谷真紀 役
- ミステリと言う勿れ 第5話（2022年2月7日） - 看護師
- 親愛なる僕へ殺意をこめて 第1話（2022年10月5日）

テレビ朝日
- パズル（2008年） - 小山真希 役
- 緊急取調室（2014年） - 木村淳子 役
- 愛しい嘘〜優しい闇〜 第2話・最終話（2022年1月21日・3月4日） - 後藤 役
- ケイジとケンジ、時々ハンジ。 第4話（2023年5月4日） - 大村早苗 役
- 土曜ワイド劇場
  - 「100の資格を持つ女〜ふたりのバツイチ殺人捜査〜5」（2011年） - 西山純子 役

テレビ東京
- Cafe吉祥寺で（2008年） - 里美
- MUSICAL3（2010年） - 菅井萌美 役
- ドクター調査班〜医療事故の闇を暴け〜（2016年） - 永田厚子 役
- 噂の女（2018年） - 直美
- シジュウカラ (漫画)（2022年） - 麻生好美 役

### 映画
- 7月24日通りのクリスマス（2006年）
- それでもボクはやってない（2007年）
- ALWAYS　続・三丁目の夕日（2007年） - 踊り子・チエミ
- K-20 怪人二十面相・伝（2008年）
- ハッピーフライト（2008年） - 岡本幸子
- はやぶさ/HAYABUSA（2011年） - 大東敦子
- アントニオ猪木をさがして（2023年）
- コーポ・ア・コーポ（2023年）
- 劇場版ドクターX FINAL（2024年） - 原田なつき